# James Salisbury
Ne doit pas être confondu avec Edward James Salisbury.
James Henry Salisbury (12 janvier 1823 – 23 septembre 1905) est un médecin américain, inventeur du Steak Salisbury.

## Biographie
James Salisbury nait dans la ville de Scott dans l'état de New York en 1823. Il est diplômé de l'Institut polytechnique Rensselaer en 1844. Il rejoint le New York State Museum en tant qu'assistant, et est promu chef chimiste en 1849. Il obtient son diplôme de médecine de l'Albany Medical College en 1850, et un master du Schenectady College en 1852. Il est élu à l'American Antiquarian Society en 1862. Après avoir servi en tant que médecin militaire durant la guerre civile américaine, il se rend à Cleveland où il participe à la création d'un hôpital. En 1880 il retourne à New York, et se spécialise dans le traitement des maladies chroniques.
Ses recherches ont porté sur l'origine des maladies digestives dues à des germes.
Il invente le Steak Salisbury qui commence à être connu à partir de 1897. Il étudie également la composition chimique des plantes, des champignons et les parasites.

En 1888, il écrit dans son ouvrage The Relation of Alimentation and Disease:
« Healthy alimentation, or feeding upon such foods as the system can well digest and assimilate, is always promotive of good health. Unhealthy alimentation always acts as a cause of disease. »
— James Henry Salisbury
Il meurt en 1905, et est enterré au cimetière de Lake View.